# Shrine Auditorium & Expo Hall
El Shrine Auditorium & Expo Hall es un auditorio y un centro de exposiciones adyacentes, ubicados en Los Ángeles (California). Es un recinto icónico para grandes eventos. Es también el edificio del Templo Al Malaikah, una división del cuerpo auxiliar masónico Shriners International. Fue designado como Monumento Histórico-Cultural de Los Ángeles en 1975, con el número 139.

## Historia
Inaugurado en 1926, el actual Shrine Auditorium reemplazó al anterior Templo Al Malaikah de 1906, que fue destruido por un incendio el 11 de enero de 1920. El incendio destrozó la estructura en solo treinta minutos, y estuvo cerca de matar a seis bomberos.
A fines de la década de 1960, el Shrine era llamado The Pinnacle (El Pináculo) por las audiencias de conciertos de rock.
En 2002 el auditorio fue sometido a una remodelación de quince millones de dólares que mejoró el escenario con sistemas de iluminación y cordaje en función de la escena, e incluyó un cielo y aire acondicionado nuevos tanto para el auditorio como para el centro de exposiciones, baños adicionales, reparación del Expo Hall y un nuevo espacio para presentaciones o estacionamiento.
El certamen de Miss Universo 2006 fue celebrado en las instalaciones.

## Edificio

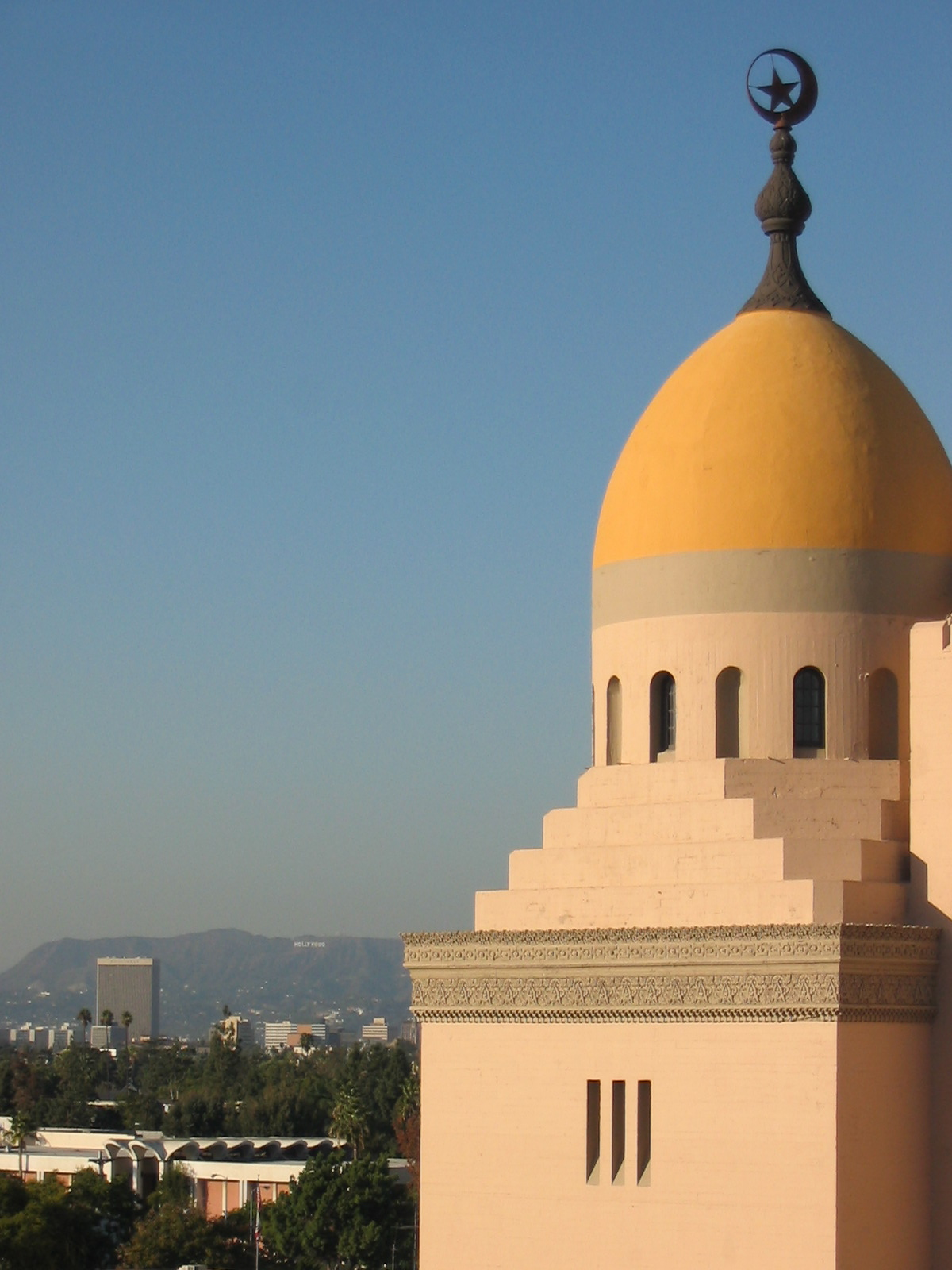
Parte del Shrine Auditorium.

El nuevo auditorio fue diseñado con un estilo neoárabe por el arquitecto de teatros de San Francisco G. Albert Lansburgh, en asociación con los arquitectos locales John C. Austin y A. M. Edelman. Cuando se construyó, el auditorio podía tener a 1200 personas sobre el escenario, y a una audiencia de 6442 personas sentadas. Un ingeniero que fue consultor en el proyecto dijo que la armadura de acero que sostiene al balcón era la más grande jamás construida.
El auditorio del Shrine tiene capacidad para aproximadamente 6300 personas sentadas (reducida con la remodelación de 2002 desde la capacidad original de 6700), y un escenario de 59 m de ancho y 21 m de profundidad.
El Auditorium incluye dos boxes sobre el nivel de la orquesta para 40 personas cada uno y siete palcos en balcones para entre 36 y 47 personas cada uno (capacidad total de los palcos: 274). De los demás asientos, 2964 están al nivel de la orquesta y 2982, al nivel de los balcones.

## Shrine Expo Hall
Adyacente al auditorio está el Shrine Exposition Hall, que tiene una extensión de 5000 m².